# Metriacanthosaurus
A Metriacanthosaurus (jelentése: "közepes tüskéjű gyík") a theropoda dinoszauruszok egyik neme, amelyet az angol Oxford Clay lelőhelyen fedeztek fel, és a késő jura korszakban, 160 millió évvel ezelőtt élhetett.

## Felfedezés és elnevezés
1923-ban egy német paleontológus, Friedrich von Huene írt egy jura kori ragadozó dinoszauruszról. Ebben a közleményben megvizsgálta a holotípust (OUM J.12144), ami egy hiányos csípőcsontból, egy lábcsontból és a gerinc egy részéből állt, és a Megalosaurus új fajaként határozta meg, Megalosaurus parkeriként. A parkeri elnevezés W. Parkerre utal, aki a 19. században gyűjtötte be a fosszíliákat Weymouth közelében. Ezek a csontok az Oxford Clay formációból származtak.
1932-ben von Huene átsorolta az Altispinax nembe A. parkeriként. 
1964-ben Alick Walker megvizsgálta a csontokat és arra jutott, hogy különböznek az Altispinax fosszíliáitól és az új fajnak a Metriacanthosaurus nevet adta. Az elnevezés a görög metrikos "közepes" és akantha "tüske" szavakból áll[forrás?], közepes méretű gerincnyúlványairól kapta, amik nagyobbak az átlagos Carnosauria dinoszauruszokénál, de kisebb az Acrocanthosaurusénál.

## Leírás
A Metriacanthosaurus egy közepes méretű theropoda volt, combcsontjának hossza 80 cm lehetett. 1988-ban Gregory S. Paul tömegét egy tonnára, Thomas Holtz a hosszát 8 méterre becsülte.

## Osztályozás
A 20. század elején még Megalosaurusként a Megalosauridae családba sorolták, de sokkal jobban illik a Sinraptoridae családba. Feltehetőleg rokonságban áll a Yangchuanosaurusszal, olyannyira, hogy 1988-ban Paul a szinonímiájaként írta le. 2007-ben Darren Naish és David Martill kutatásai alapján átsorolták a Metriacanthosaurinae alcsaládba.

## Fordítás
- Ez a szócikk részben vagy egészben  a   Metriacanthosaurus című angol Wikipédia-szócikk ezen változatának fordításán alapul.  Az eredeti cikk szerkesztőit annak laptörténete sorolja fel. Ez a jelzés csupán a megfogalmazás eredetét és a szerzői jogokat jelzi, nem szolgál a cikkben szereplő információk forrásmegjelöléseként.